# Округ Збараж
Округ Збараж (нем. Bezirk Zbaraż, Збаражский уезд, пол. Powiat zbaraski) — административная единица коронной земли Королевства Галиции и Лодомерии в составе Австро-Венгрии, существовавшая в 1867—1918 годах. Административный центр — Збараж.
Площадь округа в 1879 году составляла 8,5456 квадратных миль (491,71 км2), а население 51 196 человек. Округ насчитывал 63 поселений, организованные в 62 кадастровых муниципалитета. На территории округа действовало 2 районных суда — в Збараже и Новом Селе.
После Первой мировой войны округ вместе со всей Галицией отошёл к Польше.